# Stefan Schennach

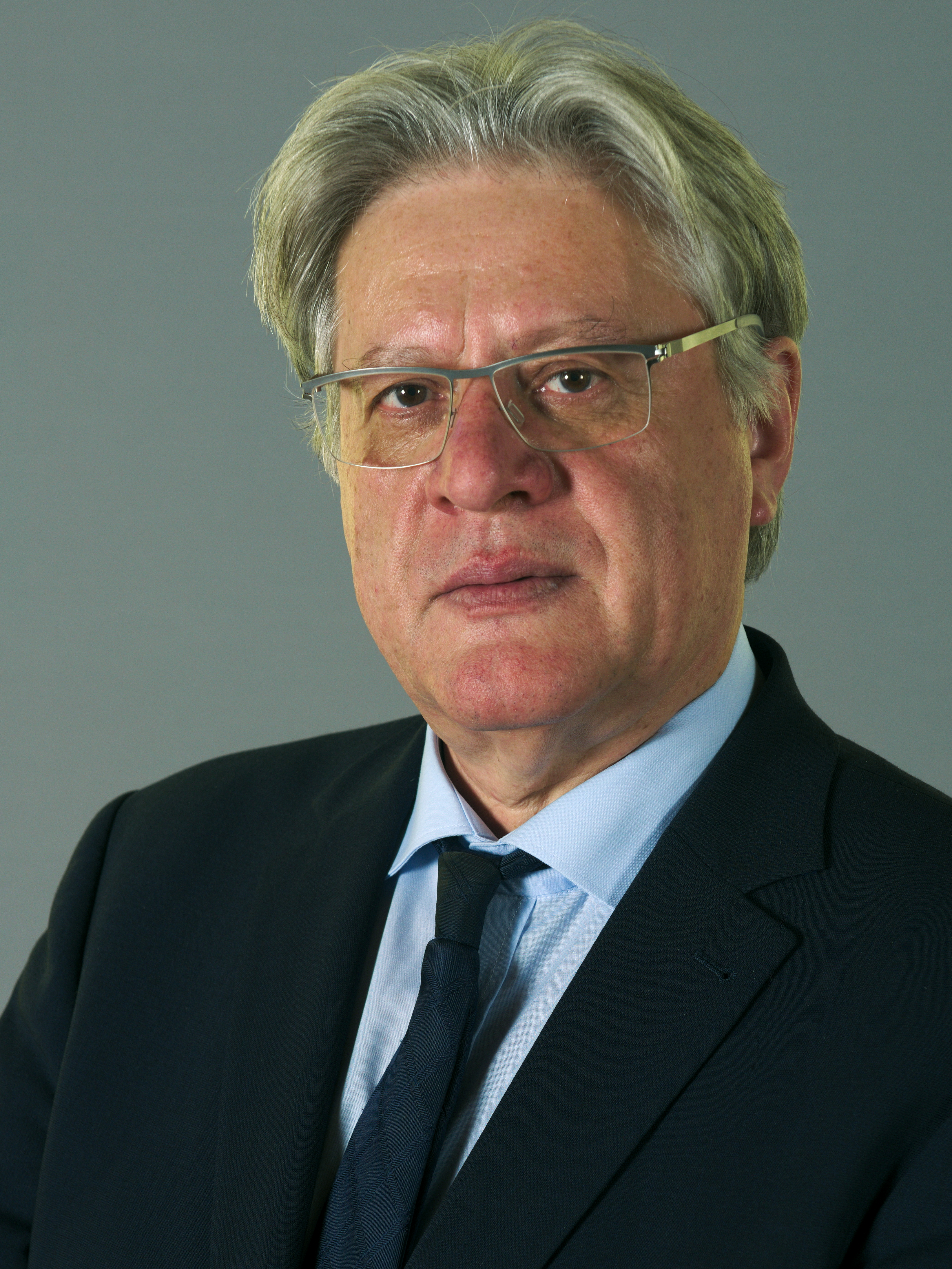
Stefan Schennach (2017)

Stefan Schennach (* 31. August 1956 in Biberwier) ist ein österreichischer Politiker (früher Grüne, seit September 2010 SPÖ), Kulturmanager, Lektor und Journalist. Er war von 2001 bis Juni 2025 Mitglied des Bundesrates.

## Ausbildung und Beruf

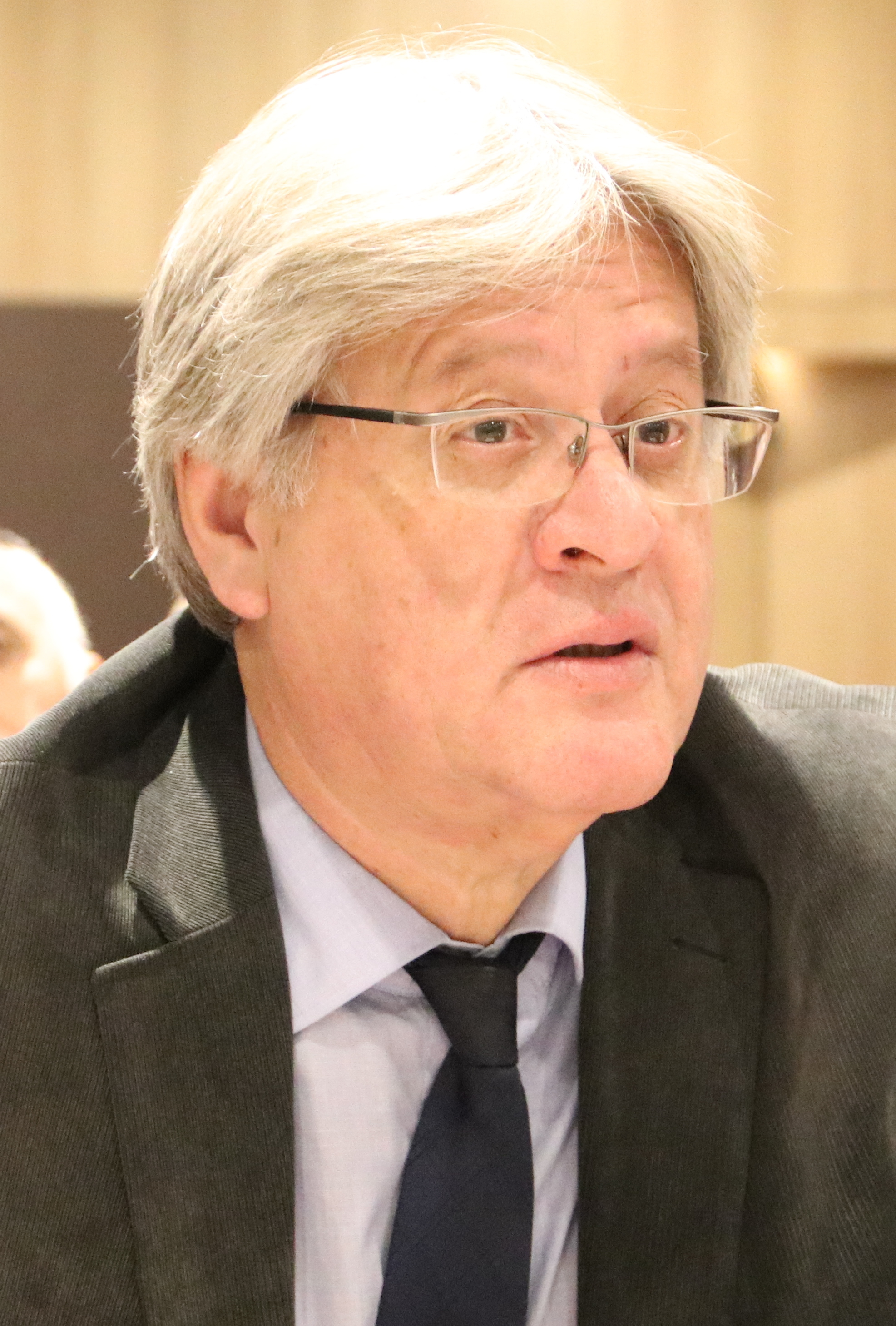
Stefan Schennach (2016)

Schennach besuchte von 1962 bis 1967 die Volksschule und von 1967 bis 1971 die Hauptschule. Danach absolvierte er von 1971 bis 1974 eine Tiroler Handelsschule und im Anschluss zwischen 1974 und 1976 die Akademie für Erzieher und Pädagogik. Von 1976 bis 1977 schloss er die Abendmatura in Wien ab, danach besuchte er von 1977 bis 1980 die Sozialakademie für Berufstätige mit dem Schwerpunkt Bewährungshilfe und Jugendliche am Arbeitsmarkt. Seinen Zivildienst leistete Schennach bei der katholischen Jugend in Wien und im österreichischen Jugendrat für Entwicklungshilfe ab.
Beruflich war Schennach zunächst als Erzieher im SOS-Kinderdorf Imst tätig, danach arbeitete er von 1977 bis 1978 als Erzieher im Europahaus des Kindes. Er war 1979 Gründungsmitglied des Österreichischen Informationsdienstes für Entwicklungspolitik (ÖIE) und war in diesem Jahr zudem an der Gründung der Buchhandlung Südwind und der Buchauslieferung beteiligt. Zudem wurde Schennach 1979 Geschäftsführer von Südwind und war ab 1979 Verlagsleiter und leitender Redakteur des Monatsmagazins EPN (heute Südwind).
Schennach ist seit 1980 als Bewährungshelfer für Jugendliche tätig und war von 1980 bis 1988 Zivildiensteinsatzleiter im ÖIE. Zudem arbeitete er als Journalist für die Magazine Falter und Die Furche sowie die Tageszeitung Der Standard. In der Folge hatte Schennach zwischen 1988 und 1992 das Amt des Pressesprechers des Grünen Klubs inne und übernahm zwischen 1992 und 2001 die Funktion des Bundespressesprechers der Grünen. Zudem arbeitet Schennach für verschiedene Einrichtungen als Lektor und ist Trainer für Rhetorik, Kommunikation und Präsentationstechniken. 2003 wurde er Sanierungsbeauftragten der Wiener Akademie, 2004 übernahm er schließlich die Geschäftsführung des Orchesters Wiener Akademie GmbH und der Daphne music & arts consulting GmbH.

## Politik
Schennach ist seit 1991 Bezirksrat in Döbling und hatte zwischen 1991 und 2005 das Amt des Klubobmanns der Döblinger Grünen inne. Er war zudem von 1989 bis 1990 Mitglied des Landesparteivorstandes der Grünen Alternative Wien und von 1998 bis 2001 Vorsitzender der Bezirkekonferenz der Wiener Grünen. Am 27. April 2001 wurde er als Mitglied des Bundesrates angelobt, wobei er zwischen 2003 und 2008 Vorsitzender der Bundesratsfraktion der Grünen war. Schennach verlor den Vorsitz, da die Grünen nach den Landtagswahlen 2008 ihre Klubstärke einbüßten.
Schennach war zudem von 2000 bis 2002 Mitglied des ORF-Kuratoriums und von 2001 bis 2003 Vermittler in Sachen Kulturgüterrückführung zwischen der Ukraine und Deutschland. Er war von 2001 bis 2010 Mediensprecher der Grünen und ab 2001 Vorstandsmitglied der Österreichisch-Russischen Freundschaftsgruppe.
Am 1. September 2010 legte er die Mitgliedschaft der Grünen ab und ist seither Parteimitglied der Wiener SPÖ. Wenig später trat er in den Klub der Sozialdemokratischen Parlamentsfraktion ein und übt seither sein Bundesratsmandat in diesem Rahmen aus.

## Auszeichnungen
- 2016: Großes Silbernes Ehrenzeichen für Verdienste um die Republik Österreich[2]